# Béthune (Adelsgeschlecht)

Altes Wappen der Herren von Béthune

Wappen des Hauses Béthune seit Robert VII.

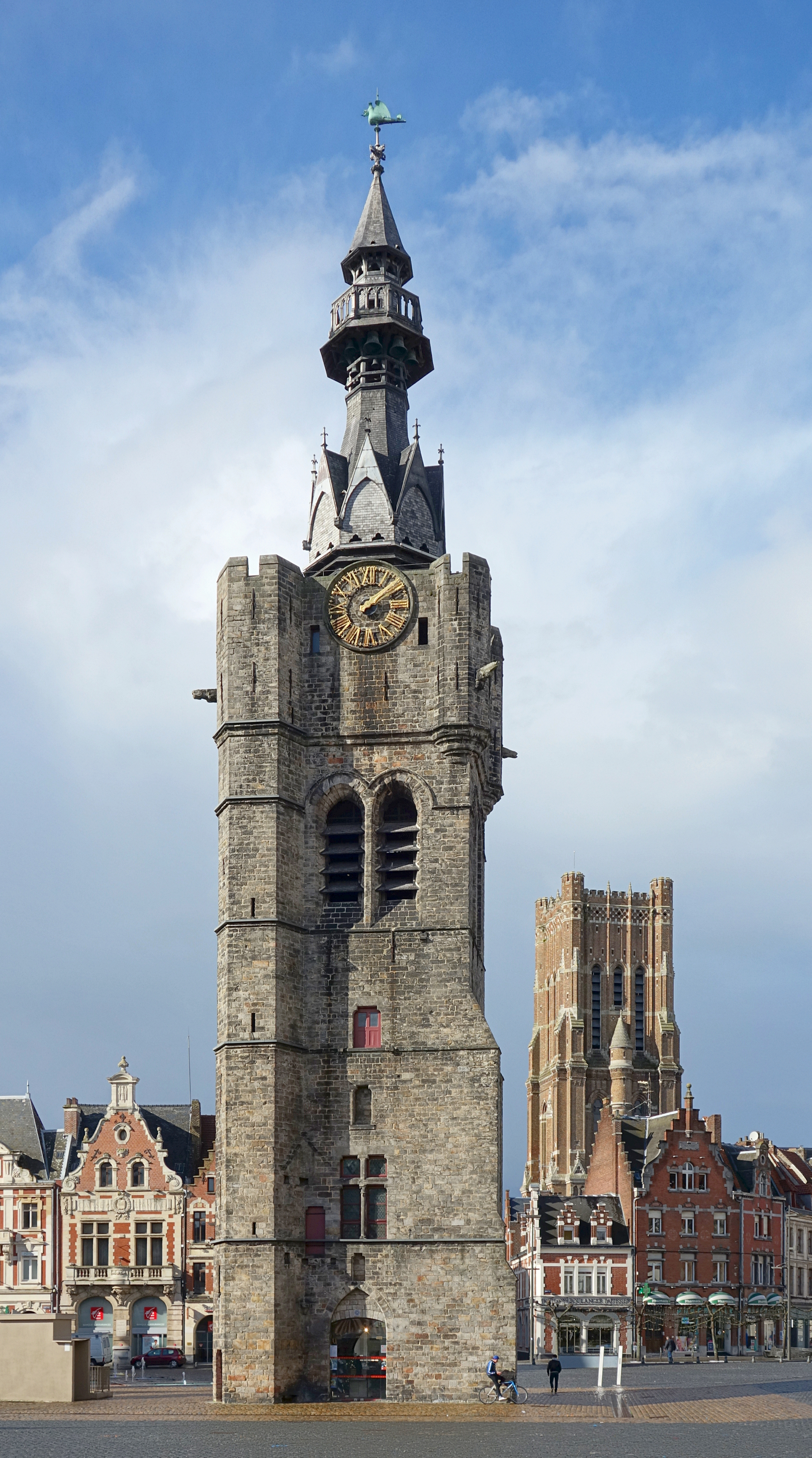
Bergfried der Burg von Béthune (1388)

Béthune war eine Familie des nordfranzösischen Adels, die erstmals Ende des 10. Jahrhunderts bezeugt ist.

## Geschichte
Die Hauptlinie ist die der Herren von Béthune, eine Nebenlinie kam durch die Kreuzzüge in Bethsan in Palästina zu Macht und Ansehen. Der Verlust Béthunes mangels männlicher Nachkommen wurde durch den Erwerb von Loker und Meulebeke kompensiert. Kurze Zeit war die Vizegrafschaft Meaux im Besitz der Familie, dann auch Baye, Mareuil und Rosny-sur-Seine.
Das bekannteste Familienmitglied ist Maximilien de Béthune, der enge Berater und Freund des Königs Heinrich IV., der 1593 zum Marquis de Rosny und 1606 zum Herzog von Sully ernannt wurde. Seine Nachkommen trugen diesen Titel bis zu ihrem Aussterben 1807. Eine Linie, die von Sullys Bruder Philippe abstammt, erhielt 1672 den Titel eines Herzogs von Charost und später den eines Herzogs von Ancenis; diese Linie erlosch im Jahr 1800 nach der Hinrichtung des Erben 1794.
Von der Familie Béthune zu unterscheiden ist die Familie Les Plancques, die seit dem 17. Jahrhundert den Familiennamen Béthune des Plancques trug und 1781 zum österreichisch-niederländischen Prince de Béthune-Hesdigneul ernannt wurde; 1818 folgte die Ernennung zum französischen Duc und Pair. Diese Familie existiert noch heute.

## Stammliste

### Die Herren von Béthune
1. Robert I. Fasciculus (996/1012 bezeugt), Vogt der Abtei Saint-Vaast
  1. Robert II. Fasciculus (1033/67 bezeugt)
    1. Robert III. calvus (1033–1100/05 bezeugt)
      1. Robert IV. grossus, Vogt der Abtei Saint-Bertin; ⚭ Adélaide de Péronne, Tochter von Robert II.
        1. Robert; ⚭ Alais
        2. Balduin rufus (1106/20 bezeugt)
        3. Wilhelm I. († 1138); ⚭ 1129 Clémence de Cambrai-Oisy, Tochter von Hugues II.
          1. Robert V. (X 1191), Herr von Béthune, Richebourg, Warneton und Chocques; ⚭ Adelise
            1. Robert VI. († 1193/94)
            2. Wilhelm II. († 1214), Herr von Béthune, Richebourg, Warneton, Chocques, Meulebeke und Loker ; ⚭ Mathilde von Dendermonde Tochter von Walter II.
              1. Daniel (1194/1227 bezeugt), Herr von Béthune; ⚭ Eustache de Châtillon, Tochter von Gaucher III. Châtillon, Graf von Saint-Pol (Haus Châtillon)
              2. Robert VII. († 1248), Herr von Béthune; ⚭ Elisabeth de Morialmez, Tochter von Arnoul
                1. Mathilde († 1264), Herrin von Béthune, Dendermonde, Richebourg und Warneton; ⚭ 1246 Guido I. von Dampierre († 1304), Graf von Flandern (Haus Dampierre)
                2. Elisabeth ; ⚭ I Hellin de Wavrin ; ⚭ II Hugues d’Antoing-Epinoy
                3. Sara (1230/45 bezeugt)

              3. Balduin
              4. Wilhelm III. († 1243), Herr von Meulebeeke und Loker; ⚭ Elisabeth von Roosbrugge – Nachkommen siehe unten
              5. Johann; ⚭ 1231 Elisabeth, Comtesse de Saint-Pol, Tochter von Hugues IV. Candavène († 1205), Graf von Saint-Pol (Haus Candavene)
              6. Aleyde; ⚭ Walter II. von Nanteuil-Fosse († 1224)
              7. Mathilde; ⚭ I Balduin II. de Comines († 1218) ; ⚭ II Gottfried III. von Breda, † 1227 ; ⚭III Gilbert van Zotteghem († 1239); ⚭ IV Arnold V. von Diest († 1258)

            3. Balduin († 1211), Herr von Choques, Graf von Aumale; ⚭ Havide d’Aumale, Erbtochter des Wilhelm († 1214), Graf von Aumale (Haus Blois)
              1. Balduin
              2. Alix; ⚭ 1214 William Marshal, 2. Earl of Pembroke (Haus Marshal)

            4. Johann (X 1219), 1201 Bischof von Cambrai
            5. Cono I. († 1218), Herr von Adrianopel, Gouverneur von Konstantinopel, Regent des Lateinischen Kaiserreichs
              1. Cono II. († 1238)
              2. Balduin
              3. Ricalde
              4. Aelis

            6. Anseau
            7. Elisabeth/Clémence; ⚭ Balduin, Kastellan von Bourbourg
            8. Mathilde ; ⚭ I Walter († um 1213), Kastellan von Bourbourg; ⚭ II Hugues de Houdain
            9. Marguerite (1223/65 bezeugt)
            10. Barthélémy

          2. Elbert (1140/53 bezeugt)
          3. Mathilde; ⚭ Everard III. Radulf, Burggraf von Tournai
          4. Tochter; ⚭ NN de Monchecourt

      2. Adam I. (1096/1099 bezeugt), Herr von Bethsan – Nachkommen siehe unten

### Die Herren von Loker und Vizegrafen von Meaux
1. Wilhelm III. († 1243), Herr von Meulebeeke und Loker; ⚭ Elisabeth von Roosbrugge – Vorfahren siehe oben
  1. Gilles (1234/48 bezeugt), Herr von Meulebeeke; ⚭ Isabelle
  2. Wilhelm IV. (1240/47 bezeugt), Herr von Loker; ⚭ Beatrix, Tochter des Robert von Hébuterne
    1. Wilhelm V., Herr von Loker; ⚭ Johanna von Nesle, Tochter von Johann († 1292), Herr von Falvy (Haus Nesle)
      1. Wilhelm VI. († 1340), Herr von Loker und Hébuterne; ⚭ Marie de Roye, Herrin von Vendeuil, Tochter von Mathieu II. (Haus Roye)
        1. Mathieu († 1348), 1340 Herr von Loker und Hébuterne
          1. Marie (1350/76 bezeugt), Herrin von Loker und Hébuterne; ⚭ I Walter III., Herr von Hondeschote; ⚭ II Philipp V. von Maldeghem († 1374)
          2. Isabelle; ⚭ Jean Blondel, Herr von Méry
          3. Johanna († 1385), Nonne

        2. Johann I. († 1378), Herr von Vendeuil ; ⚭ Johanna von Coucy, Tochter des Enguerrand († 1363), Vizegraf von Meaux (Haus Gent)
          1. Robert VIII. († 1408), Vizegraf von Meaux, Herr von Vendeuil, Condé-en-Brie usw., ⚭ I 1368 Johanna von Châtillon, Tochter des Walter III. Graf von Porcéan (Haus Châtillon) ; ⚭ II Johanna, Tochter von Johann von Barbançon; ⚭ III Isabelle von Ghistelles, Tochter des Johann von Ghistelles, Herr von Ingelmunster
            1. (I) Isabelle, Herrin von Chaumont und Porcéan
            2. (III) Johanna († 1450), 1408 Vizegräfin von Meaux, ⚭ I 1409 Robert von Bar (X 1415), Graf von Marle (Haus Scarponnois); ⚭ II 1418 Johann II. († 1440), Graf von Ligny (Haus Luxemburg-Ligny)
            3. (III) Jacqueline († nach 1457), 1413 Vidamesse von Amiens ; ⚭ 1413 Raoul d’Ailly († nach 1457), Herr von Raineval (Haus Ailly)

          2. Johann II. (X 1415), 1378 Herr von Mareuil, Autrèches, Essigny, Anisy und Baye; ⚭ 1401 Isabelle, Tochter des Robert von Estouteville (Haus Estouteville) – Nachkommen siehe unten
          3. Maria, Herrin von Escornay (Schorisse); ⚭ Eustache de Voudenay († 1392)
          4. Johanna († 1380); ⚭ Jean de Roye

      2. Raoul

  3. Mathilde (1243/64 bezeugt), Herrin von Meulebeeke und Roesbrugge; ⚭ I Johann II. († 1244), Kastellan von Péronne und Lille; ⚭ II Robert II. de Wavrin
  4. Johanna (1267/76 bezeugt); ⚭ Everard Radulf von Mortagne, Burggraf von Kortrijk

### Die Herren und Barone von Baye
1. Johann II. (X 1415), 1378 Herr von Mareuil, Autrèches, Essigny, Anisy und Baye; ⚭ 1401 Isabelle, Tochter des Robert von Estouteville (Haus Estouteville) – Vorfahren siehe oben
  1. Antoine (X 1430), Herr von Mareuil und Ostel
  2. Robert IX. († vor 1476), 1430 Herr von Mareuil, Baye, Ostel, Congy, Havraincourt usw.; ⚭ Michelle, Tochter des Wilhelm von Estouteville, Herr von Torcy
    1. Johann III. († vor 1512), 1476 Herr von Mareuil, Baye, Havrincourt, Congy, Novion-au-Ponthieu und Caumartin ; ⚭ Jeanne, Tochter des Saladin d'Anglure, Herr von Estoges
      1. Jean († um 1506), Baron von Baye
      2. Alpin, 1508 Baron von Baye und Mareuil, Herr von Havrincourt, Cogny, Thoulon, Novion-au-Ponthieu, Caumartin usw.; ⚭ Johanna Jouvenel des Ursins, Tochter des Jean Jouvenel des Ursins († 1544) (Juvénal des Ursins)
        1. Johann IV. († 1554), Baron von Baye und Rosny, Herr von Havrincourt, Novion-au-Ponthieu, Caumartin, Taluz, Châtillon-sur-Fiens usw.; ⚭ Anne de Melun, Erbin von Rosny, Tochter des Hugo von Melun († 1540), Burggraf von Gent (Haus Melun)
          1. François I. († 1575), Baron von Rosny, Herr von Villeneuve-en-Chevrie; ⚭ I Charlotte Dauvet, Tochter von Robert Dauvet, Herr von Eraines ; ⚭ II Marguerite de Louvigny
            1. (I) Louis († 1578), Baron de Rosny
            2. (I) Maximilien I. (1560–1641), 1593 Marquis von Rosny, Nogent und Béthune, Graf von Muret und Villebon, Vizegraf von Meaux und Champrond, 1606 Herzog von Sully, souveräner Fürst (Prince souverain) von Henrichemont und Boisbelle, Pair von Frankreich, Marschall von Frankreich ; ⚭ I 1583 Anne de Courtenay, Tochter von François († 1589), Herr von Bontin; ⚭ II Rachel de Cochefilet, Tochter des Jacques de Cochefilet († 1659), Vizegraf von Vaucelas – Nachkommen siehe unten
            3. (I) Jean
            4. (I) Salomon († 1597), Baron von Rosny; ⚭ Marguerite Clausse Tochter des Henri Clausse, Herr von Fleury
            5. (I) Charles
            6. (I) Philippe († 1649), Graf von Selles und Charost, Marquis von Chabris ; ⚭ 1600 Catherine le Bouteillier de Senlis, Tochter des Philippe le Bouteiller de Senlis, Herr von Mouy ; ⚭ II Marie d’Aligre – Nachkommen siehe unten
            7. (I) Jacqueline; ⚭ Hélie de Gontaut, Herr von Badefol

          2. (I) Alpin
          3. (I) Marie ; ⚭ Jean Raguier, Herr von Esternay
          4. (I) Jeanne ; ⚭ Gabriel de Torcy, Baron von Vendy
          5. (I) Anne, Nonne

        2. Antoine, 1546 Herr von Mareuil; ⚭ 1535 Françoise Ysoré, Tochter des Jean Ysoré de Fontenay († 1554)
        3. Ogier, 1546 Herr von Congy, Thoulon usw.; ⚭ I Anne Journée; ⚭ II Michelle de La Place
          1. Florestan, Herr von Congy ; ⚭ 1583 Lucrèce de Coste
            1. Léonidas († um 1640), Herr von Congy
            2. Maximilien
            3. Cyrus († 1611)
            4. Anne; ⚭ Louis de Marins
            5. Marie; ⚭ Philippe de Harlay, Herr von Césy

          2. Guy, Herr von Mareuil ; ⚭ vor 1580 Françoise de Courtenay, Tochter des François, Herr von Bontin
          3. Cléophile; ⚭ I Etienne Saladin d’Anglure ; ⚭ II Henri d'Anglure, Herr von Bonnecourt

      3. Ogier, 1513 Herr von Congy
      4. Robert († 1525), 1522 Herr von Ostel, Vizegraf von Chavignon; ⚭ Anne de Louvain, Tochter von Antoine
        1. Georges, Vizegraf von Chavignon, Herr von Ostel
          1. Anne († 1627), Herrin von Ostel ; ⚭ Ferri de Choiseul (X 1567)

        2. Jean
        3. Robert
        4. Gabriel; ⚭ Jacqueline de Wissocq

      5. Marguerite, zu Chapelaines; ⚭ I 1497 Alexandre de Criston; ⚭ II 1510 Jean de La Tour
      6. Isabeau († 1536), Äbtissin von Notre-Dame d’Andecies
      7. Jacqueline († vor 1553), zu Cirey und Donjeux ; ⚭ I 1514 Christophe du Chastelet (X 1525), Herr von Cirey ; ⚭ II Jean du Chastelet († 1566), Herr von Pierrefitte

    2. Robert X. († 1511), Herr von Ostel
    3. Catherine; ⚭ I Aubert de Marsival; ⚭ II Jean du Pin

  3. Guy († 1440)
  4. Jacques – Nachkommen: die Balfour in Schottland
  5. Catherine († 1458), zu Autrèches, Essigny etc.; ⚭ Jean de Henin († 1452), Herr von Boussu (Haus Hénin)
  6. Isabeau († nach 1480), zu Neufville und Anisy ; ⚭ Jacques de Hans († vor 1453)

### Die Herzöge von Sully
1. Maximilien I. (1560–1641), 1593 Marquis von Rosny, Nogent und Béthune, Graf von Muret und Villebon, Vizegraf von Meaux und Champrond, 1606 Herzog von Sully, souveräner Fürst (Prince souverain) von Henrichemont und Boisbelle, Pair von Frankreich, Marschall von Frankreich ; ⚭ I 1583 Anne de Courtenay, Tochter des François († 1589), Herr von Bontin; ⚭ II Rachel de Cochefilet, Tochter von Jacques de Cochefilet († 1659), Vizegraf von Vaucelas – Vorfahren siehe oben
  1. (I) Maximilien II. († 1634), Marquis von Rosny; ⚭ 1609 Françoise de Créquy, Tochter von Charles Duc de Lesdiguières († 1656) (Haus Blanchefort)
    1. Maximilien III. († 1662), 1642 2. Duc de Sully, Pair von Frankreich; ⚭ Charlotte Séguier, Tochter von Pierre Séguier († 1704), Herr von Autry
      1. Maximilien IV. Pierre François († 1694), 1662 3. Duc de Sully, Pair von Frankreich; ⚭ 1658 Marie-Antoinette Servien, Tochter von Abel Servien († 1702), Marquis de Sablé.
        1. Maximilien V. Pierre François Nicolas († 1712), 1688 4. Duc de Sully, Pair von Frankreich ; ⚭ 1689 Madeleine Armande de Cambout, Tochter von Armand de Cambout († 1721), Duc de Coislin
        2. Maximilien Henri († 1729), 1713 5. Duc de Sully, Pair von Frankreich ; ⚭ Marie-Jeanne Guyon († 1736)
        3. Madeleine
        4. Louise Elisabeth, Nonne
        5. Charlotte († 1672)

      2. Madeleine Françoise, Nonne
      3. Marguerite Louise († 1726); ⚭ 1658 Armand de Gramont, Comte de Guiche († 1673) (Haus Gramont); ⚭ II 1681 Henri de Daillon († 1685), Duc de Lude (Haus Daillon)
      4. Marie Thérèse († 1658)

    2. Louise († 1679)

  2. (II) François († 1678), 1652 Duc d’Orval, Marquis de Nogent-le-Rotrou, Comte de Muret et de Villebon, Pair von Frankreich ; ⚭ I 1621 Jacqueline de Caumont, Tochter von Jacques-Nompar de Caumont, Duc de La Force; ⚭ II Anne d’Harville, Tochter von Antoine d'Harville († 1716), Marquis de Palaiseau (Juvénal des Ursins)
    1. (I) Maximilien Léonor (X 1646)
    2. (I) Maximilien Alpin († 1692), Marquis de Béthune, Comte d'Orval ; ⚭ 1668 Catherine de la Porte, Tochter von Georges de la Porte († 1706)
      1. Maximilien François († 1685), Marquis de Courville et de Villebon; ⚭ 1684 Marie Jeanne Catherine d’Orléans, Tochter von Henri Auguste d’Orléans, Marquis de Rothelin († 1688)
        1. Louis Pierre Maximilien († 1761), 1729 8. Duc de Sully, Pair de France ; ⚭ 1709 LouiseDesmaretz, Tochter von Nicolas Desmaretz, Marquis de Maillebois († 1756)
          1. Louise Nicole Maximilienne († 1766); ⚭ 1731 Louis Vincent Marquis de Guébriant († 1744).
          2. Madeleine Henriette Maximilienne; ⚭ 1743 Charles François de l’Aubespine

      2. Louis-Georges
      3. Anne
      4. Catherine († 1635)
      5. Françoise; ⚭ 1689 François Armand Marquis de Caulaincourt

    3. (I) Philippe († 1682), Vizegraf von Meaux ; ⚭ Geneviève de Miée
    4. (I) Marie Angélique, Nonne
    5. (I) Marguerite Angélique († 1711), Äbtissin von Saint-Pierre in Reims
    6. (I) Anne Léonore Marie, Äbtissin von Giffe
    7. (II) Louis
    8. (II) Armand († 1737), Comte d'Orval ; ⚭ 1729 Jeanne Aubéry de Vatan († 1752), Tochter von Jean Aubery, Marquis de Vatan
      1. Maximilien VI. Antoine Armand, 1761 7. Duc de Sully, Pair von Frankreich; ⚭ 1749 Louise Gabrielle de Châtillon, Tochter von Alexis Duc de Châtillon
        1. Maximilien Alexis († 1776); ⚭ Marie Rosalie de Baylens-Poyanne, Tochter von Bernard Baylens Marquis de Poyanne († 1772)
          1. Maximilienne Augustine Henriette; ⚭ I 1790 Louis François de Béthune († 1794) (siehe unten); ⚭ II 1802 Eugène Alexandre de Montmorency, Duc de Laval, † 1851 (Haus Montmorency)

        2. Maximilien VII. Gabriel Louis, 8. Duc de Sully; ⚭ 1780 Alexandrine Barbe Hortense d’Espinay-Saint-Luc
          1. Maximilien VIII. Alexandre († 1807), 9. Duc de Sully

        3. Maximilienne Louise Gabrielle

    9. (II) Anne Éléonore († 1706), Nonne
    10. (II) Anne Éléonore († 1733), Äbtissin von Giffe

  3. (II) Marguerite († 1660); ⚭ Henri II. (1579–1638), Duc de Rohan (Haus Rohan)
    1. Tancrède de Rohan (* 1630; † 1649), tatsächlich wohl Sohn des Duc de Candale

  4. (II) Louise; ⚭ 1620 Alexandre de Lévis, Marquis de Mirepoix (Haus Lévis)

### Die Grafen von Selles
1. Philippe († 1649), Graf von Selles und Charost, Marquis von Chabris ; ⚭ 1600 Catherine le Bouteillier de Senlis, Tochter von Philippe le Bouteiller de Senlis, Seigneur de Mouy ; ⚭ II Marie d’Aligre – Vorfahren siehe oben
  1. (I) Philippe
  2. (I) Hippolyte († 1665), Graf von Béthune und Selles, Marquis von Chabris ; ⚭ Anne-Marie de Beauvilliers († 1698), Tochter von Honorat de Beauvilliers, Graf von Saint-Aignan
    1. Philippe († 1658), Graf von Selles ; ⚭ Marie d’Estampes († 1697), Tochter von Jean Comte d'Estampes (Haus Estampes)
    2. Henri († 1690), Graf von Selles ; ⚭ Marie-Anne Dauvet, Tochter von Nicolas Dauvet Comte de Marais
      1. Louis († 1734), Graf von Béthune ; ⚭ 1708 Marie Thérèse Paulette de la Combe († 1739)
        1. Armand-Louis I., Marquis von Béthune ; ⚭ I Marie-Edmée de Boulogne, Tochter von Jean de Boulogne († 1753); ⚭ II 1755 Marie-Thérèse Crozat, Tochter von Louis Antoine Crozat Baron de Thiers
          1. (I) Catherine Pauline ; ⚭ 1770 Jean-Baptiste Antoine de Colbert, Comte de Seignelay (Haus Colbert)
          2. (I) Armande Jeanne Claude; ⚭ 1772 Félicité Jean Louis Comte de Durfort († 1801)
          3. (II) Armand-Louis II. († nach 1815); ⚭ 1793 Marie Louise Scheir
          4. (II) Armand Louis Jean
          5. (II) Armande-Pauline Charlotte; ⚭ Raoul Marquis de Gaucourt
          6. (II) Armande Louise Adélaide; ⚭ NN Comte de Castellane

        2. Marie-Armande; ⚭ 1746 Jean Paris de Montmartel Marquis de Brunoy († 1766)

      2. Marie Henri († nach 1724)
      3. Anne-Marie, Äbtissin von Saint-Aubin-le-Bois
      4. Marie Paule († nach 1689)

    3. Marie, Äbtissin von Montreuil
    4. Armand († 1703), 1661 Bischof von Saint-Flour, 1664 Bischof von Le Puy
    5. François-Gaston (Zwilling) († 1692); ⚭ 1668 Marie Louise de la Grange d’Arquien, Tochter von Henri Albert de La Grange d’Arquien, Marquis d'Arquien
      1. Louis (X 1704), Marquis de Béthune
      2. Louis Marie Victor, Graf von Béthune; ⚭ I 1708 Henriette d’Harcourt de Beuvron († 1714), Tochter von François d’Harcourt, Marquis de Beuvron (Haus Harcourt) ; ⚭ II Marie Françoise Potier, Tochter von François Bernard Potier, Duc de Tresmes.
        1. (I) Marie Catherine Thérèse Emmanuelle († 1755); ⚭ I 1727 François Roussel de Médavy († 1728), Marquis de Grancey; ⚭ II 1729 Charles Louis Auguste Fouquet, Duc de Belle-Île
        2. (I) Louise Marie Françoise Armande († 1711)
        3. (I) Françoise Angélique († 1714)
        4. (I) Louis Marie Victor
        5. (I) François Marie César († 1735), Marquis de Béthune
        6. (II) Armand Louis François (X 1741)
        7. (II) Joachim-Casimir Léon († 1769); ⚭ 1749 Antoinette Marie Louise de Crozat († 1809), Tochter von Louis Antoine de Crozat, Baron de Thiers
          1. Adélaïde Augustine
          2. Marie Augustine († 1758)
          3. Louise Charlotte
          4. Adélaïde Françoise

        8. (II) Marie Eléonore Auguste; ⚭ 1748 Louis Armand de Seiglières Marquis de Soyecourt

      3. Marie Catherine († 1721) ; ⚭ I 1690 Stanislaus Casimir Prinz Radziwill († 1690); ⚭ II Alexander Sapieha († 1734)
      4. Jeanne Marie († 1744); ⚭ 1693 Jan Jablonowski

    6. François-Annibal (Zwilling) († 1732), ⚭ Renée le Borgne de l’Esquisiou († 1709)
      1. Jacqueline; ⚭ Fabien Albert du Quesnel Marquis de Coupigny

    7. Hippolyte († 1720), 1681 Bischof von Verdun
    8. Louis († 1728), Marquis von Béthune und Chabris ; ⚭ I 1677 Elisabeth du Gripon († 1704) ; ⚭ II 1707 Marie Thérèse d’Auzielles († 1736), Tochter von Jean-Louis d'Auzielles
      1. (I) Hippolyte († nach 1736)
      2. (II) Maximilien Louis
      3. (II) Maximilien Henri

    9. Anne Berthe, Äbtissin von Beaumont-lès-Tours
    10. Catherine († 1725); ⚭ NN, Marquis de Roque
    11. Marie ; ⚭ NN, Marquis de Rouville

  3. (I) Henri (1604–1680), 1626 Bischof von Bayonne, 1629 Bischof von La Rochelle, 1646 Erzbischof von Bordeaux
  4. (I) Louis († 1681), Herr von Charost, 1672 Herzog von Charost, Pair von Frankreich; ⚭ 1639 Marie l’Escalopier († 1687), Tochter von Jean l'Escalopier – Nachkommen siehe unten
  5. (I) Marie († 1628); ⚭ 1622 François-Annibal d’Estrées (1573–1670), Duc d'Estrées

### Die Herzöge von Charost und Ancenis
1. Louis († 1681), Herr von Charost, 1672 1. Duc de Charost, Pair von Frankreich; ⚭ 1639 Marie l’Escalopier († 1687), Tochter von Jean l'Escalopier  – Vorfahren siehe oben
  1. Louis Armand († 1717), 1681 2. Duc de Charost, Pair von Frankreich; ⚭ 1657 Marie Fouquet († 1716), Tochter von Nicolas Fouquet, Vicomte de Melun.
    1. Nicolas († 1699), Abt von Saint-Michel du Tréport
    2. Armand I. († 1747), 1717 3. Duc de Charost, Baron d'Ancenis, Pair von Frankreich ; ⚭ I 1680 Louise Marie Thérèse de Melun, Tochter von Guillaume Alexandre de Melun, Prince d'Epinoy († 1683); ⚭ II 1692 Catherine de Lameth, Tochter von Augustin de Lameth Marquis de Baule († 1712).
      1. (I) Louis Joseph (X 1709), Marquis de Charost, ⚭ 1704 Marie Brulart, Tochter von Nicolas Brulart, Marquis de La Borde
        1. Marie Thérèse († vor 1716)

      2. (I) Paul François († 1759), 1747 4. Duc de Charost, Baron, Duc d’Ancenis, Pair von Frankreich; ⚭ 1709 Julie Gorge d’Antriguas († 1737), Tochter von Pierre
        1. Christine Marie Julie, Nonne
        2. Armand Louis († 1735), Marquis de Charost ; ⚭ 1733 Françoise Judith de Cossé, Tochter von Charles Timoléon de Cossé, Duc de Brissac (Cossé-Brissac)
        3. Marie Françoise; ⚭ 1734 Antoine de Quélen de Stuer de Caussade († 1742), Duc de la Vauguyon
        4. Marie Charlotte († 1783); ⚭ 1735 René de Froulay († 1742), Comte de Tessé
        5. Basile († 1736), Abt von Notre-Dame de Jouy
        6. François Joseph († 1739), 2. Duc d'Ancenis, Pair von Frankreich; ⚭ 1737 Elisabeth de La Rochefoucauld de Roye († 1784), Tochter von François III. de La Rochefoucauld, Comte de Roucy (Haus La Rochefoucauld)
          1. Armand II. Joseph († 1800), 1759 5. Duc de Charost, 3. Duc d'Ancenis, Pair von Frankreich, ⚭ I 1760 Louise Martel († 1780), Tochter von Charles Martel Comte de Fontaine-Martel; ⚭ II 1783 Henriette Adélaide Josèphe du Bouchet de Sourches
            1. Armand Maximilien Paul François Edmé († 1765)
            2. Armand Louis François Edmé († guillotiniert 1794); ⚭ 1790 Maximilienne de Béthune, Tochter von Maximilien Alexis de Béthune (siehe oben)

          2. Marie Elisabeth († 1740)

      3. (II) Michel François († 1717), Comte de Charost

    3. Marie Hippolyte, Nonne
    4. Marie Armande, Nonne
    5. Marie Anne († 1680)
    6. Louis Basile († 1742)

  2. Louise-Anne († 1666); ⚭ 1665 Alexandre Guillaume de Melun, Prince d'Epinoy († 1679)

### Die Herren von Bethsan (in Palästina)
1. Adam I. (1096/1099 bezeugt), Herr von Bethsan – Vorfahren siehe oben
  1. Adam II., Herr von Bethsan
    1. Guermond I., Herr von Bethsan; ⚭ Margarethe von Beirut, Tochter des Guido II. Brisebarre, Herr von Beirut
      1. Adam III., Herr von Bethsan; ⚭ Helvis von Milly, Tochter des Heinrich von Milly und der Agnes von Sidon
        1. Guermond II., Herr von Bethsan; ⚭ I Julienne de Soissons, Tochter von Renaud de Soissons, Marschall von Zypern und Beirut; ⚭ II NN
          1. (I) Balduin; ⚭ Macée von Tripolis, Tochter von Wilhelm, Vizegraf von Tripolis
            1. Walter; ⚭ I Margarethe Batin, Tochter von Raimund; ⚭ II Alix von Ibelin, Herrin von Coletta, Tochter des Philipp von Ibelin, Konstabler von Zypern
              1. II Theobald von Bethsan; ⚭ Nicole von Ibelin, Tochter von Balian von Arsuf; ⚭ Alix, Tochter des Simon von Montolif († 1291), Marschall von Zypern
              2. I Agne; ⚭ I Alix von Mandelée, Witwe von Guillaume Barlais, Tochter von Wilhelm von Mandelée; ⚭ II Alix von Dampierre
                1. Balduin; ⚭ 1325 Maria von Ibelin, Tochter des Hugo von Ibelin
                  1. Guermond; ⚭ 1353 Jacquette le Tor

              3. I Amalrich († jung)
              4. II Maria († 1322)

            2. Philippe
            3. Amalrich
            4. Philippa; ⚭ Jean Batin
            5. Eschiva; ⚭ Nicolas Boule

          2. Theobald (X 1289); ⚭ Isabelle von Mandelée, Tochter des Jakob von Mandelée
            1. Balduin (X 1289)
            2. Walter

          3. Walter; ⚭ Alix von Ibelin, Tochter von Philipp, Konstabler von Zypern
            1. Maria

          4. Beatrix; ⚭ Robert de Licques

      2. Walter; ⚭ I Douce Poncelet, Tochter von Renaud; ⚭ II Théodore de Thoumana
        1. Amalrich, Herr von Tricarico
        2. Eschiva ; ⚭ Johann von Antiochia, Marschall von Zypern
        3. Alix; ⚭ 1230 Balduin von Ibelin, Seneschall von Zypern
        4. Fémie; ⚭ Gui de Morf

      3. Amalrich
      4. Philippe
      5. Richilde; ⚭ Balduin von Ibelin († 1186/88), Herr von Ramla
      6. Isabeau; ⚭ NN, Konstabler von Tiberias
      7. Euphémie; ⚭ Philippe de Roux

    2. Hugo von Bethsan, Mönch

### Fürsten von Béthune Hesdigneul

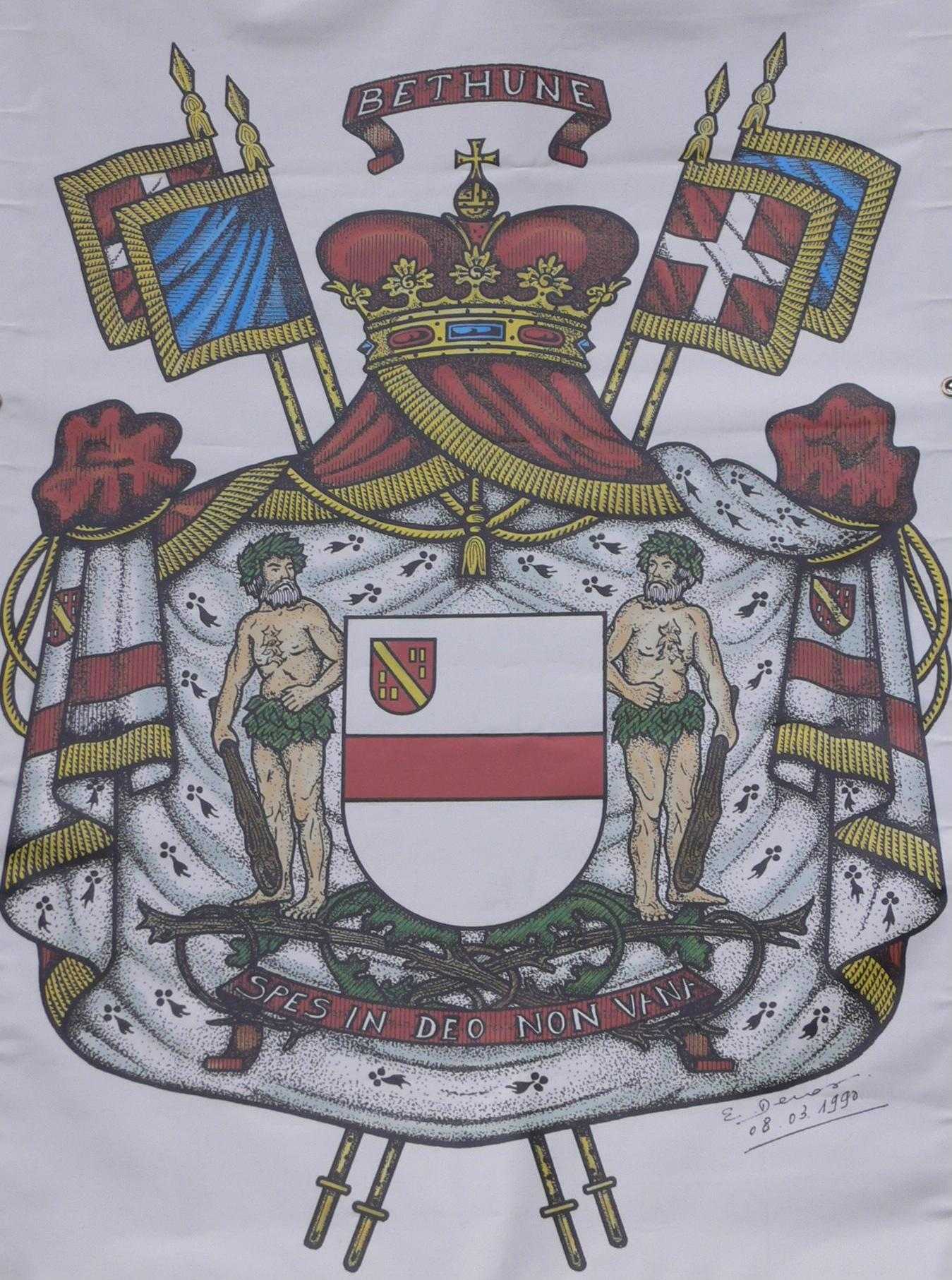
Wappen der Fürsten von Béthune Hesdigneul

Eugène François Léon de Béthune, Marquis d'Hesdigneul (Hesdigneul-lès-Béthune im Departement Pas-de-Calais), Comte de Noyelles, Vicomte de Nielles (1746–1823), seit 1793 Maréchal de France, ab 1816 Lieutenant-général in der königlichen Armee, wurde 1781 durch Kaiser Joseph II. in den erblichen Reichsfürstenstand erhoben, mit königlich französischer Anerkennung. 1888 und 1932 wurde der Titel in Belgien bestätigt. Das Oberhaupt der belgischen Linie führt den Titel Prince de Béthune Hesdigneul, gegenwärtig Henri (* 1945), voraussichtlicher Nachfolger sein Sohn Augustin (* 1984); das Oberhaupt der 1884 erloschenen französischen Linie führte den Titel Marquis de Béthune Hesdigneul, die übrigen Angehörigen führen den Titel Comte/Comtesse de Béthune-Hesdigneul.

## Schlösser

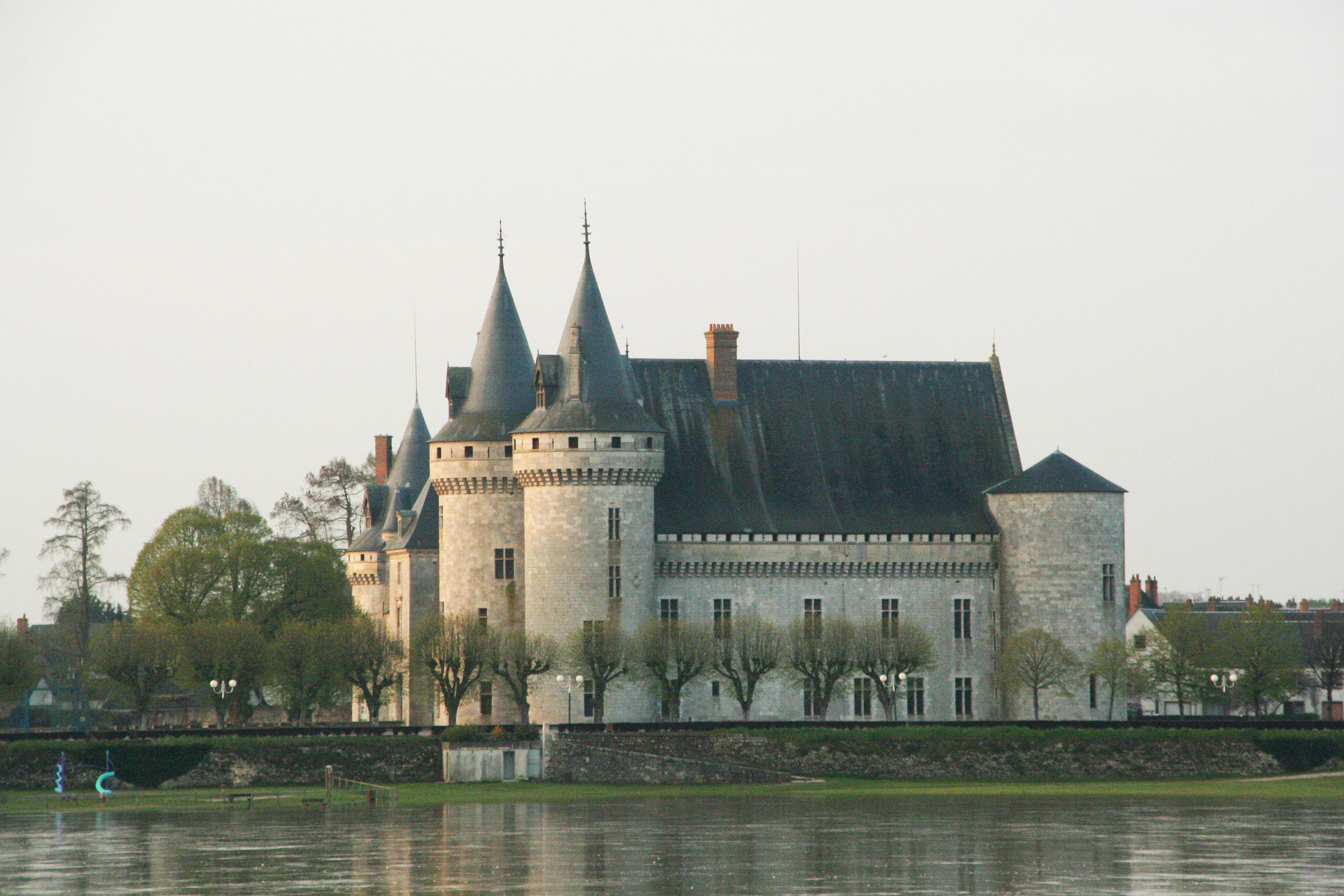
Schloss Sully-sur-Loire
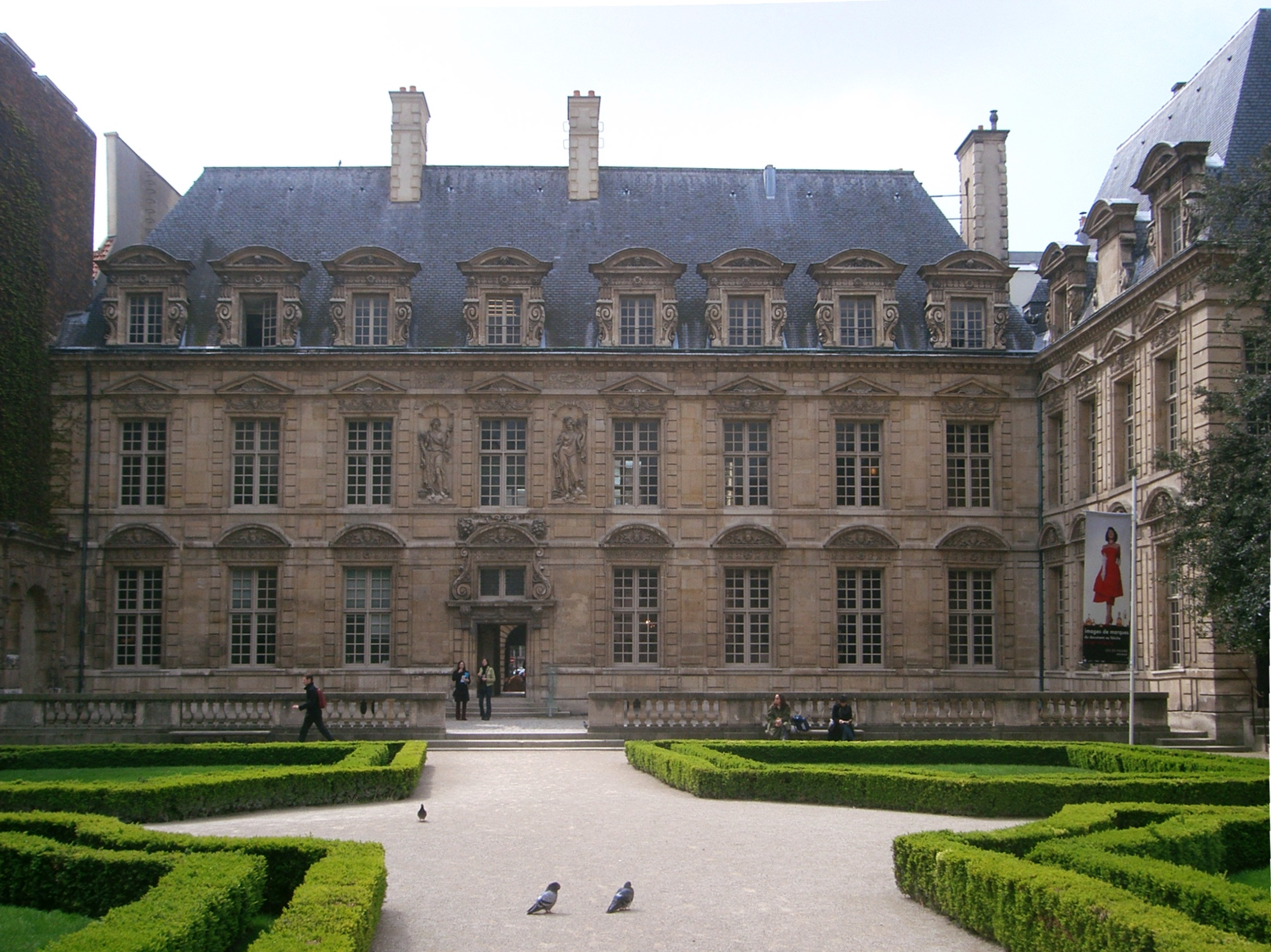
Hôtel de Sully, Paris
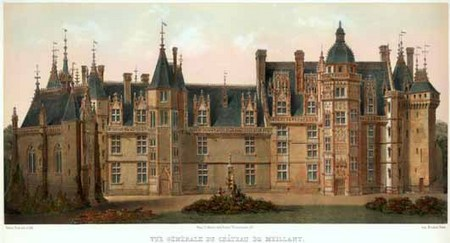
Schloss Meillant
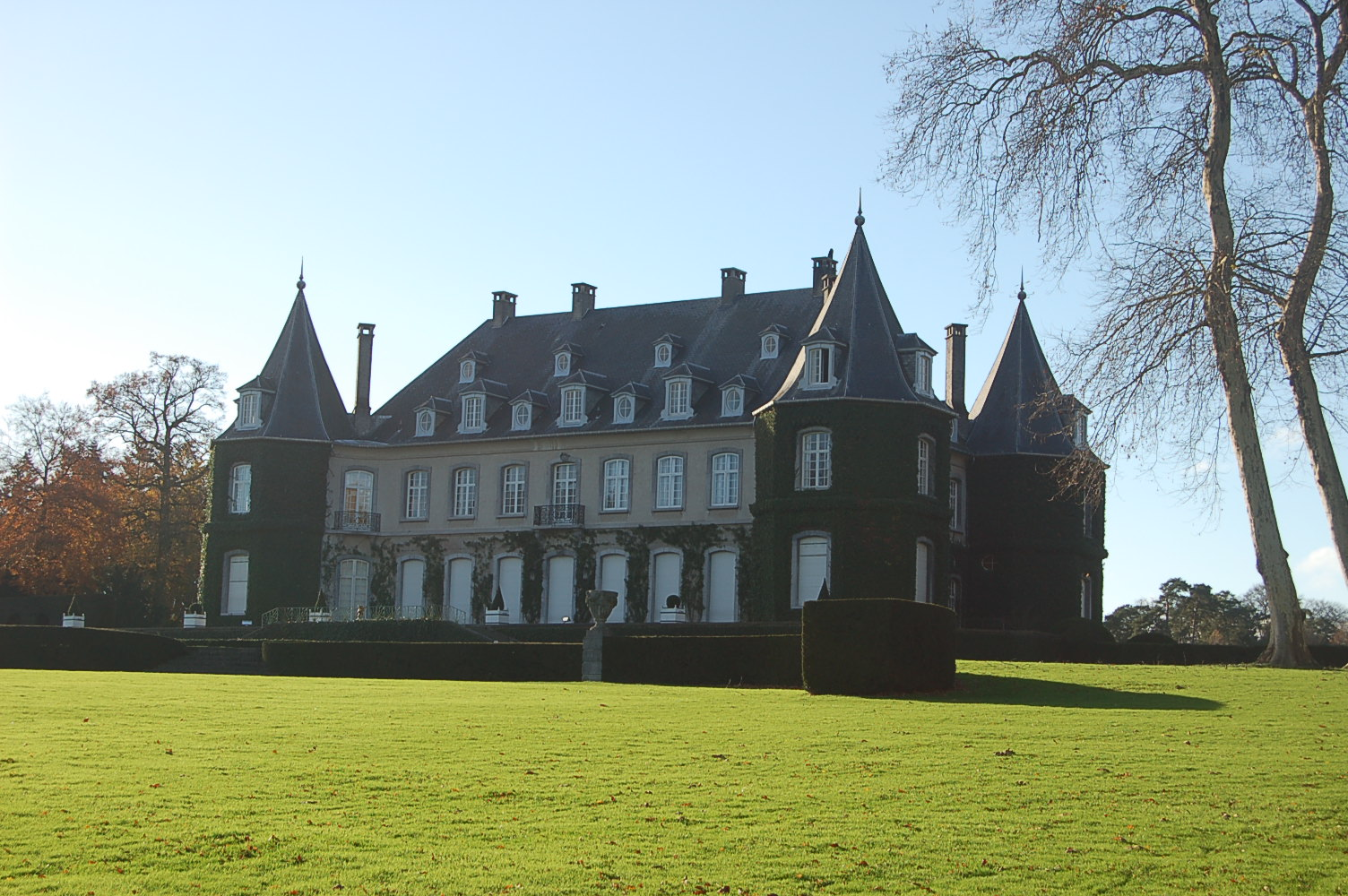
Château de La Hulpe, Belgien
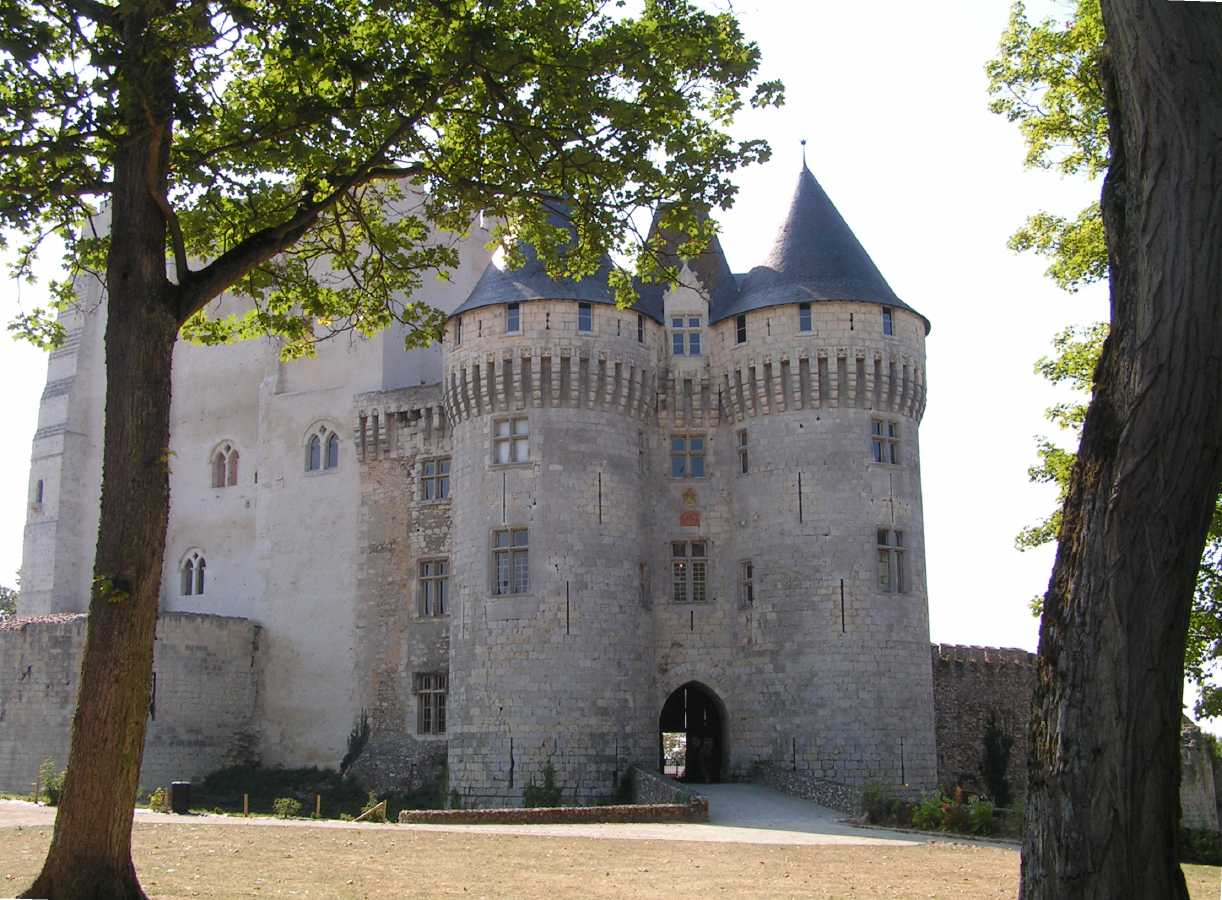
Château Nogent-le-Rotrou
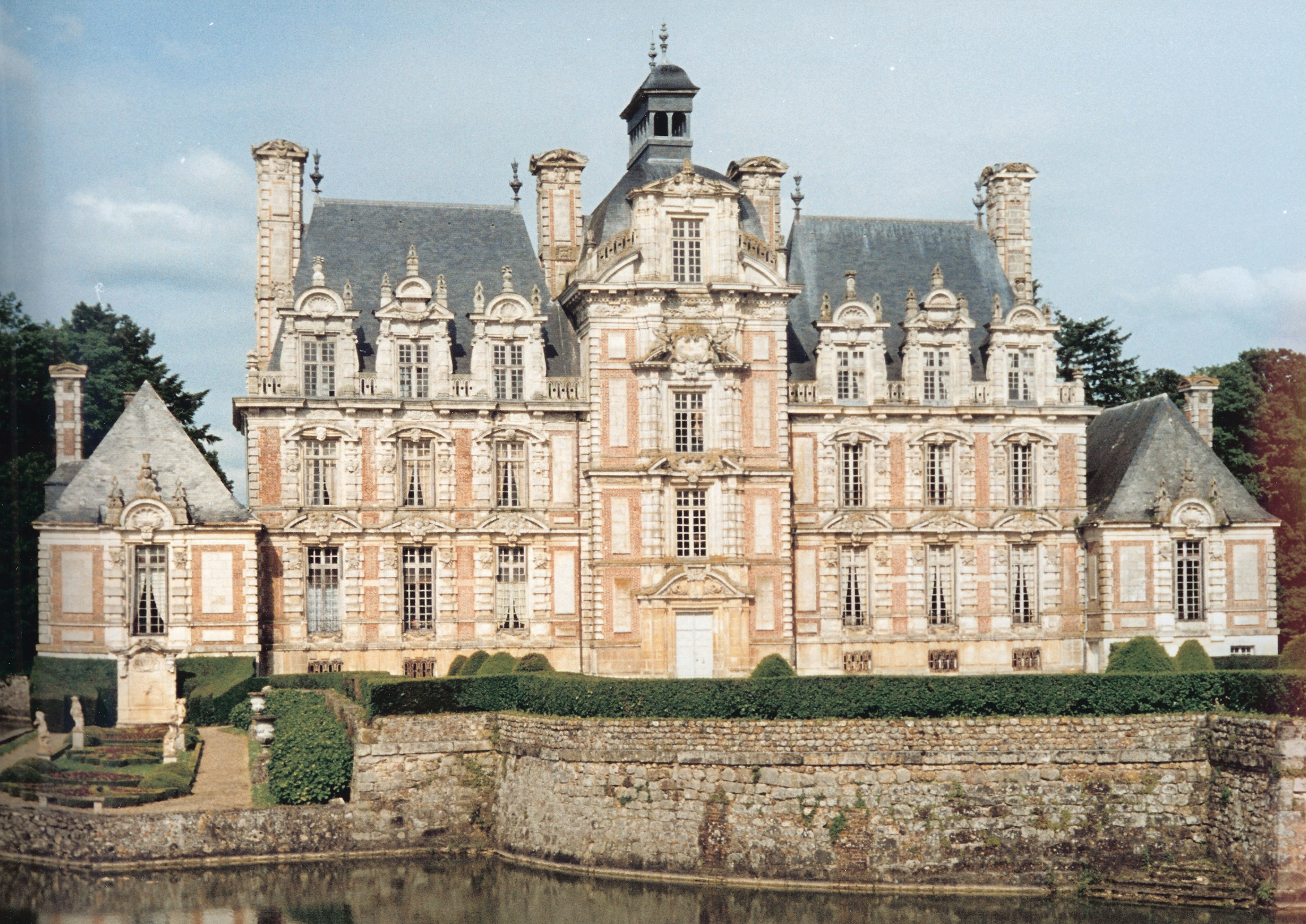
Schloss Beaumesnil
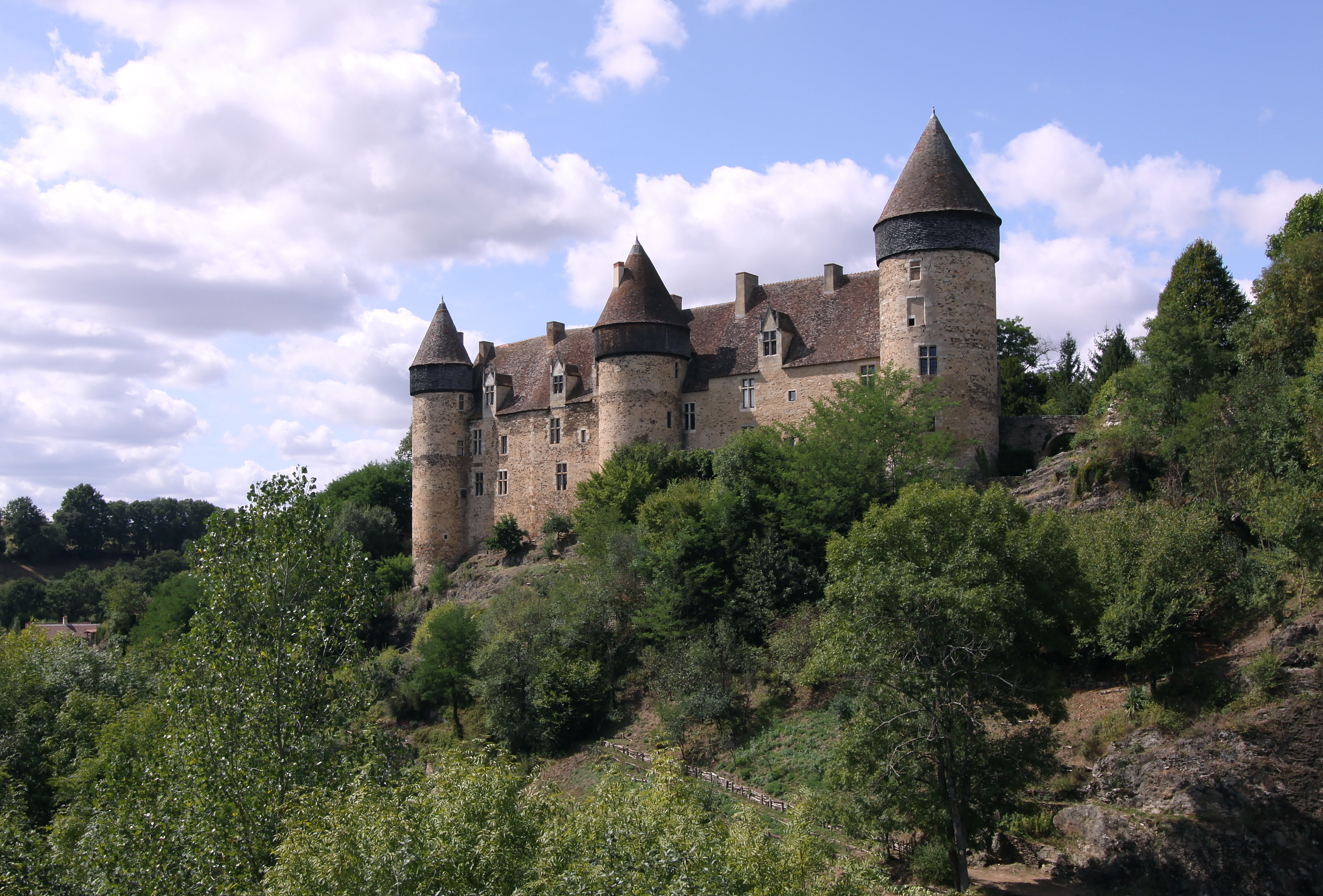
Burg Culan